# День скловиробника
Де́нь скловиробника́ — професійне свято України. Відзначається щорічно 19 листопада.

## Історія свята
Свято встановлено в Україні «…ураховуючи вагомий внесок українських скловиробників у розвиток економіки держави та відродження багатовікових традицій галузі…» згідно з Указом Президента України «Про День скловиробника» від 9 грудня 2003 року № 1417/2003.
Підставою для вибору 19 листопада днем професійного свята скловиробників стало те, що 19 листопада 1711 р. народився російський учений-природодослідник Михайло Ломоносов. Він був творцем хімічного виробництва глазурі, скла, порцеляни, розробив технологію та рецептуру кольорового скла, яке використав для створення мозаїчних картин.